# Władimir Fock
Władimir Aleksandrowicz Fok (ros. Владимир Александрович Фoк, trans. niem. Wladimir Alexandrowitsch Fock a. Fok; ur. 10 grudnia?/22 grudnia 1898 w Petersburgu, zm. 27 grudnia 1974 w Leningradzie) – rosyjski i radziecki fizyk, profesor Leningradzkiego Uniwersytetu Państwowego, członek rzeczywisty Akademii Nauk ZSRR, Bohater Pracy Socjalistycznej (1968).
Prowadził badania z zakresu mechaniki kwantowej, elektrodynamiki kwantowej, teorii propagacji i dyfrakcji fal elektromagnetycznych, teorii grawitacji i ogólnej teorii względności. Opracował metodę obliczania struktur atomów, znaną jako metoda Hartree’ego-Foka.

## Odznaczenia i nagrody
- Medal Sierp i Młot Bohatera Pracy Socjalistycznej (22 grudnia 1968)
- Order Lenina (czterokrotnie – 1945, 1953, 1958 i 1968)
- Order Czerwonego Sztandaru Pracy (1953)
- Medal „Za obronę Leningradu” (1943)
- Medal „Za ofiarną pracę w Wielkiej Wojnie Ojczyźnianej 1941–1945”
- Medal 250-lecia Leningradu
- Nagroda Stalinowska (1946)
- Nagroda Leninowska (1960)
- Nagroda Akademii Nauk ZSRR im. Dmitrija Mendelejewa (1936)
- Nagroda Akademii Nauk ZSRR im. Nikołaja Łobaczewskiego (1937)